# دادگاه‌های مسکو
دادگاه‌های مسکو رشته دادگاه نمایشی بودند که به تحریک ژوزف استالین بین ۱۹۳۶ و ۱۹۳۸ در اتحاد جماهیر شوروی سوسیالیستی برگزار شدند. دادگاه‌های مسکو شامل پرونده مرکز تروریستی تروتسکیست-زینویویست (دادگاه گریگوری زینوویف–لو کامنف، یا "دادگاه شانزده، " ۱۹۳۶), پرونده مرکزی ضد شوروی تروتسکیست (محاکمه گئورگی پیاتاکوف-کارل رادک، ۱۹۳۷), و پرونده بلوک راستی‌ها و تروتسکیست‌های ضد شوروی (محاکمه نیکلای بوخارین-آلکسی رایکوف، یا "محاکمه بیست و یک، " ۱۹۳۸). بود.

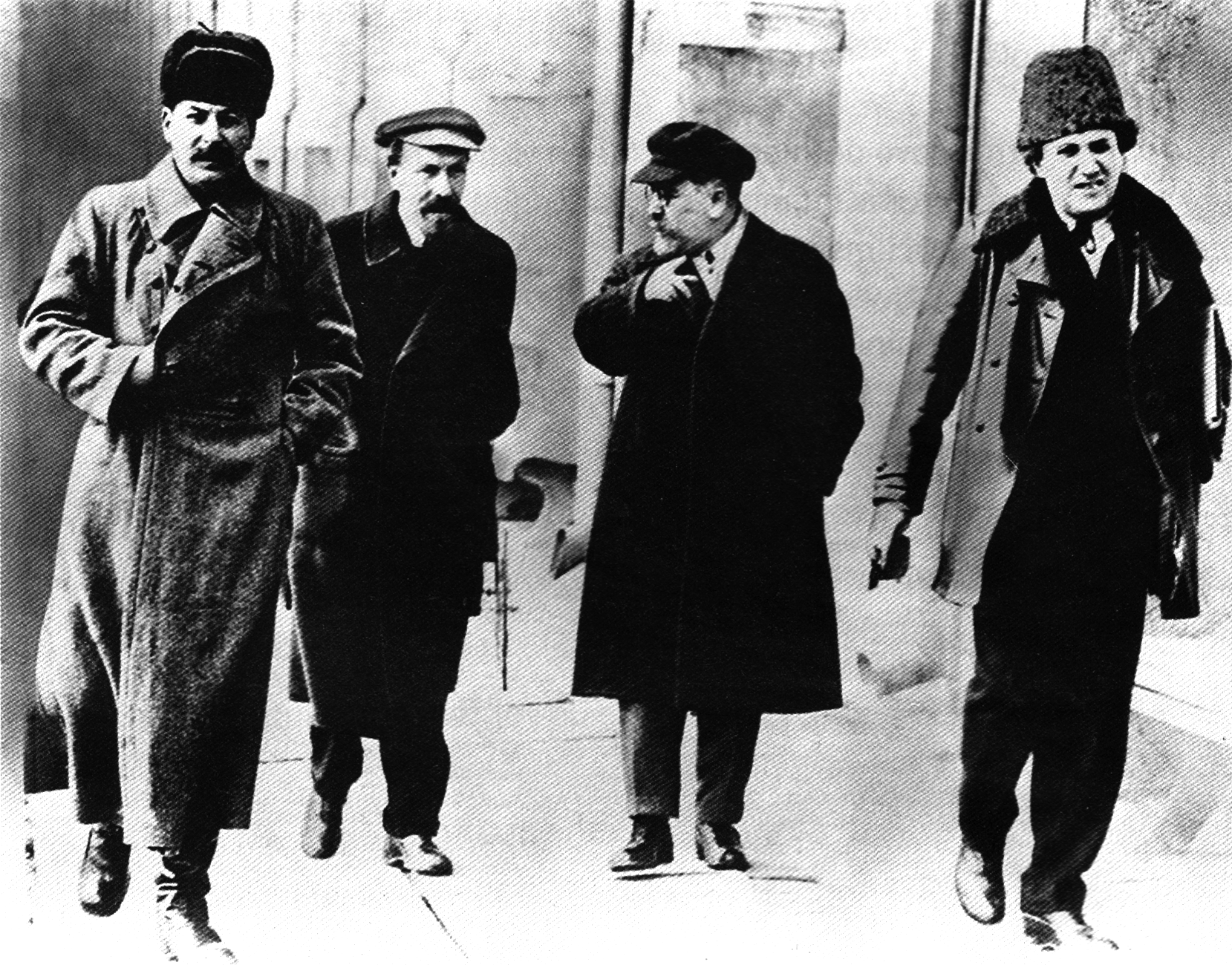
استالین (چپ)، رایکوف، کامنف و زینوویف در سال ۱۹۲۵. سه نفر در تصویر در جریان دادگاه های نمایشی محکوم و تیرباران شدند

متشاکیان رهبران حزب بلشویک قدیمی و سران ارشد پلیس مخفی شوروی بودند. بیشتر آنها تحت ماده ۵۸ آیین جزایی به دلیل دسیسه با قدرتهای غربی برای ترور استالین و دیگر رهبران شوروی و بازگردانی سرمایه‌داری محکوم شدند.
دادگاه‌های مسکو به اعدام بسیاری از متشاکیان انجامیدند. این دادگاه‌ها عموماً بخشی از پاکسازی بزرگ، محسوب می‌شوند که تلاشی در جهت خلاص شدن حزب از دست اپورتونیست‌های فعلی یا سابق، خصوصاً ولی منحصراً تروتسکیست‌ها و هر یک از کادر رهبری بلشویک در آن زمان یا قبلتر بود که ممکن بود احتمالاً به چهره‌های رهبری کننده نارضایتی فزاینده در جمعیت شوروی در نتیجه سو مدیریت استالین در جریان برنامه‌های پنج ساله اول اقتصاد ملی و صنعتی‌سازی اقتصاد شوروی بودند. برنامه پنج ساله استالین و وحشیگری تجمیع زوری کشاورزی در ۱۹۲۸–۳۳ منجر به بحران اقتصادی و سیاسی و رنج فزاینده کارگران و دهقانان شوروی شده بود.